# Carcharhinus amboinensis
El tiburón baleta (Carcharhinus amboinensis ) es una especie de elasmobranquio carcarriniforme de la familia Carcharhinidae .

## Morfología
Los machos pueden alcanzar los 280 cm de longitud total.

## Distribución geográfica
Se encuentra en Nigeria, Golfo de Adén, Sudáfrica, Madagascar, Pakistán, Sri Lanka, Indonesia, Papua Nueva  Guinea y Australia.